# 토머스 헌트 모건
토머스 헌트 모건(영어: Thomas Hunt Morgan, 1866년 9월 25일 ~ 1945년 12월 4일)은 미국의 생물학자이다.
초파리에서의 유전적 전달 메커니즘을 발견한 공로로 1933년에 노벨 생리학·의학상을 수상했다.

## 생애

### 어린 시절과 대학 생활
모건은 1866년 미국 켄터키주의 렉싱턴에서 태어났다. 부친인 찰튼 헌트 모건은 영사였으며, 숙부인 존 헌트 모건은 남북전쟁 동안 남부동맹군의 장군이었다. 모건은 어릴 때부터 자연사에 흥미를 보였다. 1886년에는 후에 켄터키 대학교가 된 켄터키 주립 대학교에서 동물학으로 학사학위를 받았으며, 그 뒤 존스 홉킨스 대학교에 들어가 생물학으로 대학원 과정을 밟았다. 존스 홉킨스 대학교에서는 형태학자이자 발생학자인 윌리엄 키스 브룩스 밑에서 공부했으며, 1890년에 박사학위를 받은 뒤 브린모어 대학교의 교수가 되기까지 1년 간 그곳에서 지냈다.

### 발생학 실험
1893년에 모건은 발생학의 근본적인 문제를 해결하는 데 실험적 방법을 적용했다. 그는 발생과정에서 일어나는 인과적 사건들을 밝혀내기 위해 할구(초기 배세포)에서 배가 형성되는 문제, 유핵난세포와 무핵난세포의 수정문제 등을 검토했다. 1904년 브린모어 대학교에서 자신이 가르치던 대학원생인 샘슨과 결혼하였다. 같은 해 컬럼비아 대학교의 실험동물학 교수직을 받아들여 그 뒤 24년간에 걸쳐 중요한 유전적 연구의 대부분을 그곳에서 했다
19세기 말에 활동하던 대부분의 발생학자나 많은 생물학자들이 그렇듯이 모건도 다윈의 진화론은 설득력이 없다고 생각했다. 생물체의 복잡한 적응 현상을 사소하고 우연적인 변이가 축적되어 생기는 것으로 생각하기는 어려운 일이었다. 더욱이 다윈은 초기의 가설적 이론인 판게네시스를 제외하고는 변이의 기원과 전말을 설명하는 유전 메커니즘을 전혀 제시하지 못했던 것이다. 모건은 진화 그 자체는 사실이라고 믿었으나, 실험적으로 검증할 수 없으므로 다윈이 제시한 자연선택의 메커니즘은 불완전한 이론이라고 보았다. 모건은 멘델의 이론과 염색체설에 대해서 아주 다른 형태로 반대했다. 위의 두 이론은 세포 안에 발생과정을 조절하는 어떤 유전적 단위나 물질적 실체가 있다고 가정하여 이를 가지고 생물학적인 현상을 설명하려고 했으나, 그에게 있어 이러한 이론은 18세기와 19세기 초기 발생학을 좌우한 전성설(난자와 정자 내에 완전하게 자란 성체가 축소된 형태로 들어 있다는 학설)과 아주 흡사한 것일 뿐이었다. 그는 염색체가 유전현상과 관련되어 있다는 사실은 받아들였으나, 염색체 하나하나가 특정한 유전형질을 지니고 있는 것은 아니라고 1909년부터 1년간 주장했다. 또한 그는 멘델의 이론이 순전히 가설적이라고 주장했다. 비록 멘델의 이론이 교배의 결과를 설명하고 심지어 예측까지 할 수 있다고 해도 유전이 이루어지는 정확한 과정을 설명할 수는 없었기 때문이었다. 각각의 염색체 쌍이 분리되는 것과 각각의 염색체가 멘델주의자들의 설명대로 서로 다른 난자와 정자로 들어간다는 것만으로 두 과정이 서로 관련이 있다고 주장하는 것은 그가 보기에는 증거가 충분하지 못한 것이었다.

### 초파리 연구
모건은 1908년부터 초파리의 교배를 통한 연구를 시작했다. 1909년 자신이 기르던 초파리 중에서 작지만 불연속적인 변이, 즉 수컷 1마리가 흰눈을 가지고 있음을 발견했다. 호기심이 발동한 모건은 이 초파리를 정상(눈이 붉음)인 암컷과 교배시켰는데, 그 결과 나온 초파리(F1)는 모두 붉은 눈을 하고 있었다. 다시 F1의 초파리들끼리 교배를 시켰더니 제2대(F2)의 초파리들 중 몇몇은 흰 눈을 가지고 있었는데 이들은 모두 수컷이었다. 이 신기한 현상을 설명하기 위해 모건은 한성(반성) 형질에 대한 가설을 세웠으며, 이러한 형질은 암컷의 X염색체의 한 부분이 발현되는 것이라고 추정했다. 다른 유전적 변이 중에서도 많은 경우가 반성으로 밝혀졌는데, 일반적으로 반성 형질들은 모두 함께 유전되므로 X염색체가 여러 개의 유전적 단위나 요소를 지니고 있다고 확신하게 되었다. 그는 덴마크의 식물학자 빌헬름 요한센이 1909년에 도입한 유전자 개념을 채택하고, 유전자는 염색체 위에 일직선으로 배열되어 있을 것이라고 결론지었다. 교배실험과 세포학 상의 증거를 보고 멘델의 이론과 염색체설이 모두 설명 가능하다는 것을 알게 된 모건은 두 이론에 대한 회의를 버림으로써 자신의 명예를 더욱 높일 수 있었다.
컬럼비아 대학 출신들인 앨프리드 스터티번트, 브리지스, 멀러 등과의 공동 연구를 통해 모건은 초파리 연구를 포괄적인 유전이론으로 발전시켰다. 이 연구에서 특히 중요한 것은 멘델주의자들이 말하는 유전자가 선상의 염색체 '지도'에서 특정한 위치에 놓일 수 있음을 보인 것이다. 그는 세포학적인 연구를 계속하여 지도상의 위치가 염색체상의 실제 위치와 정확히 일치됨을 보였으며, 이는 멘델의 유전요소가 염색체 구조에 물리적 토대를 두고 있음을 보여주는 결정적 증거가 되었다. 1915년 모건·스터티번트·브리지스·멀러 등은 이 연구의 초기 결과를 요약한〈멘델 유전의 메커니즘 The Mechanism of Mendelian Heredity〉이라는 책을 출판했다. 1916년 무렵에는 모건도 다윈 이론을 어느 정도 받아들이게 되었다. 1928년 그는 캘리포니아 공과 대학교에 생물학과를 개설하는데 주도적인 역할을 했으며, 또한 그 대학의 생물학 교육과정의 일환으로 코로나 델 마르에 해양연구소를 세우는 데 도움을 주었다. 그 뒤 그는 박사과정에 있는 사람 및 대학원생들을 포함한 그의 동료들과 함께 계속해서 염색체 유전설의 여러 면을 정교하게 발전시켜 나갔다. 컬럼비아 대학교에서의 연구생활을 끝낼 무렵부터 캘리포니아 공과 대학교로 옮긴 뒤 한동안은 초파리 연구에서 벗어나 초기의 관심사였던 실험발생학을 연구했다. 유전학과 발생학 사이에 이론적 연결이 있다는 것을 알게 되었으나, 그 연결을 명백히 보이고 그에 대한 실험적 증거를 제시하는 것은 대단히 어려운 일임을 깨닫게 되었다.

## 수상
1924년 모건은 다윈 메달을 받았으며, 1933년에는 초파리에서의 유전적 전달 메커니즘을 발견한 공로로 노벨 생리학·의학상을 수상했다. 또한 1939년에는 그가 외국인 회원으로 소속되어 있던 런던의 왕립학회에서 코플리 메달을 받았다. 1927년에서 1931년까지 미국 과학 아카데미의 회장을 지냈으며, 1930년에는 미국 과학진흥협회 회장, 1932년에는 제6차 국제유전학회 회장으로 활동했다. 그는 1945년에 세상을 떠날 때까지 캘리포니아 공과 대학교의 교수로 재직했다.